# Dax (pornografisk tidning)
Dax är en svensk herrtidning som har utgivits sedan 1989. Materialet i tidningen utgörs främst av vad läsarna själva har skickat in i form av nakenbilder samt berättelser. Tidningen innehåller en stor sektion med reklam för Sandbergs postorder, som säljer erotiska leksaker och pornografi, som tidningen är knuten till.